# Giovanni Antonio Pellegrini
Giovanni Antonio Pellegrini (29. dubna 1675 Benátky – 2. listopadu 1741 Benátky) byl italský malíř, jeden z hlavních představitelů benátského rokoka. Maloval dekorativní cykly obdivované především aristokracií ve Střední a Severní Evropě. Dále rozvíjel umění benátských mistrů vrcholné renesance (Paolo Veronese) a propojil ho se stylem mistrů baroka (Pietro da Cortona, Luca Giordano).

## Životopisná data a umělecká tvorba
Malíř Giovanni Antonio Pellegrini se narodil v rodině benátského rukavičkáře Antonia. Uvádí se, že se Pellegrini vyškolil v dílně milánského malíře Paola Paganiho (1655–1716), se kterým v roce 1690 odcestoval do Vídně a na Moravu, odkud se vrátil do Benátek až v roce 1696. Mezi jeho první dochovaná díla patří fresky v muránském Palazzo Corner, které vykazují ještě vliv svého učitele. V roce 1699 pobýval v Římě. V roce 1701 se vrátil do Benátek, aby zde zhotovil malby pro Scuola del Cristo a pro Palazzo Albrizzi. V témže roce Pellegrini zhotovil nástropní obrazy v knihovně v Padově.

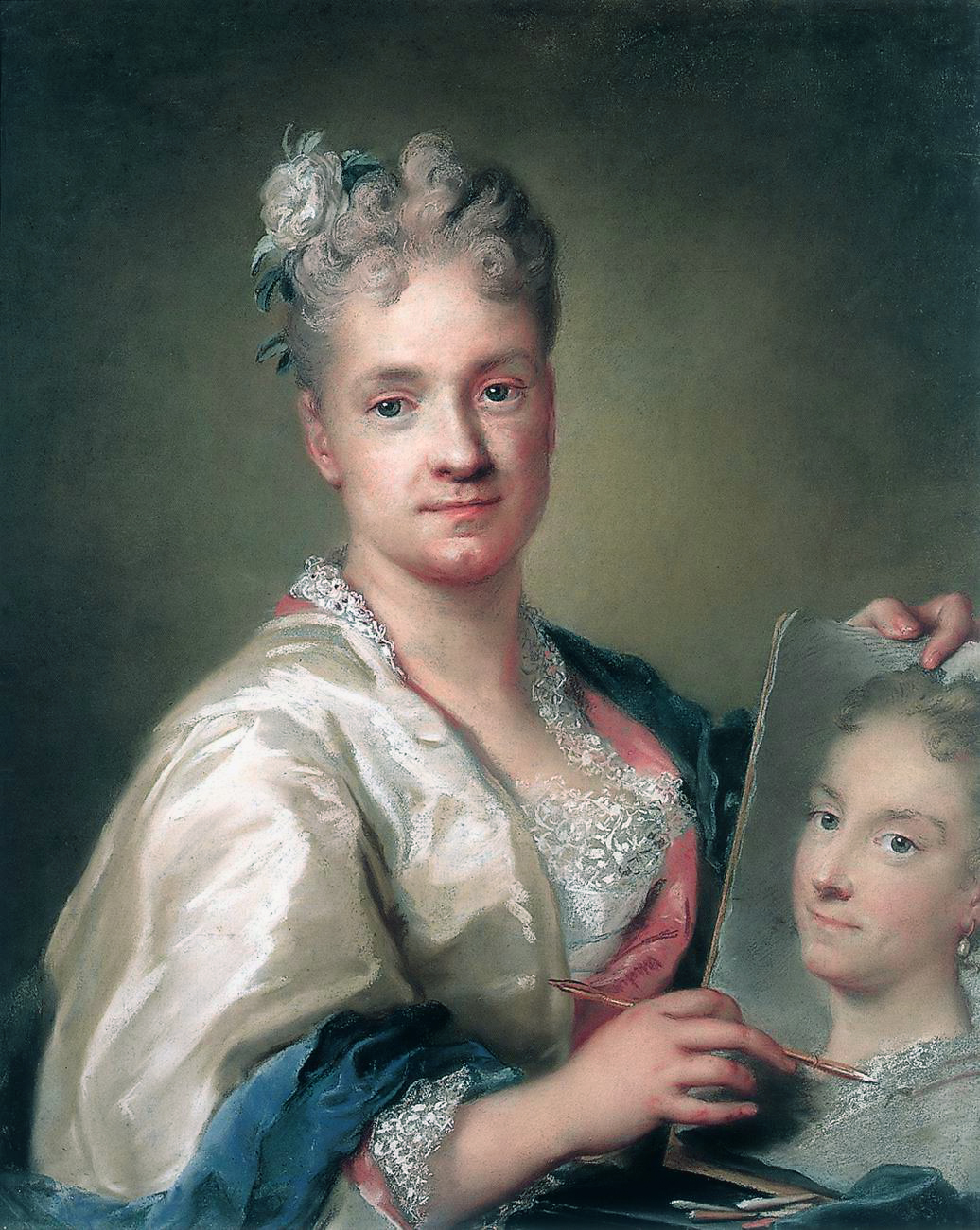
Autoportrét Rosalby Carriera s portrétem sestry Angely, manželky G. A. Pellegriniho (pastel z r. 1709, Uffizi, Florencie)

V roce 1704 se Pellegrini oženil s Angelou, sestrou Rosalby Carriera (1675–1757), která byla významnou malířkou miniatur a pastelů. V roce 1709 vyzdobil horní prostory nad schodištěm ve Scuola Grande di San Rocco. Ale již v roce 1708 Charles Montagu, anglický velvyslanec v Benátkách, pozval Pellegriniho a Marca Ricciho (1676–1730) do Anglie. V Anglii Pellegrini zůstal až do roku 1713. Z té doby pochází výzdoba Kimbolton Castle, Howard Castle a Norfolk Hall. Pellegrini měl v Anglii úspěch, jehož dokladem je jeho jmenování jedním z ředitelů založené Godfrey Knellerovy akademie. V té době se také přihlásil do soutěže na návrh výzdoby kopule katedrály sv. Pavla v Londýně. V soutěži však neuspěl a tak v roce 1713 Anglii opustil a směřoval do Paříže. Cestou se zastavil na dvoře falckého kurfiřta Johna Williama v Düsseldorfu. Během tříletého pobytu na kurfiřtově dvoře vznikla na zámku Bensberg umělecky hodnotná série čtrnácti alegorickým obrazů oslavujících kurfiřtovu vládu. Obrazy, patřící k vrcholům Pellegriniho malířského umění, vykazují vliv Medicejských cyklů Petra Paula Rubense (1577–1640) a Pietra da Cortona (1596–1669) na jeho malbu. Současně to byl doklad úzkého vztahu kurfiřtova dvora s medicejskou Florencií.

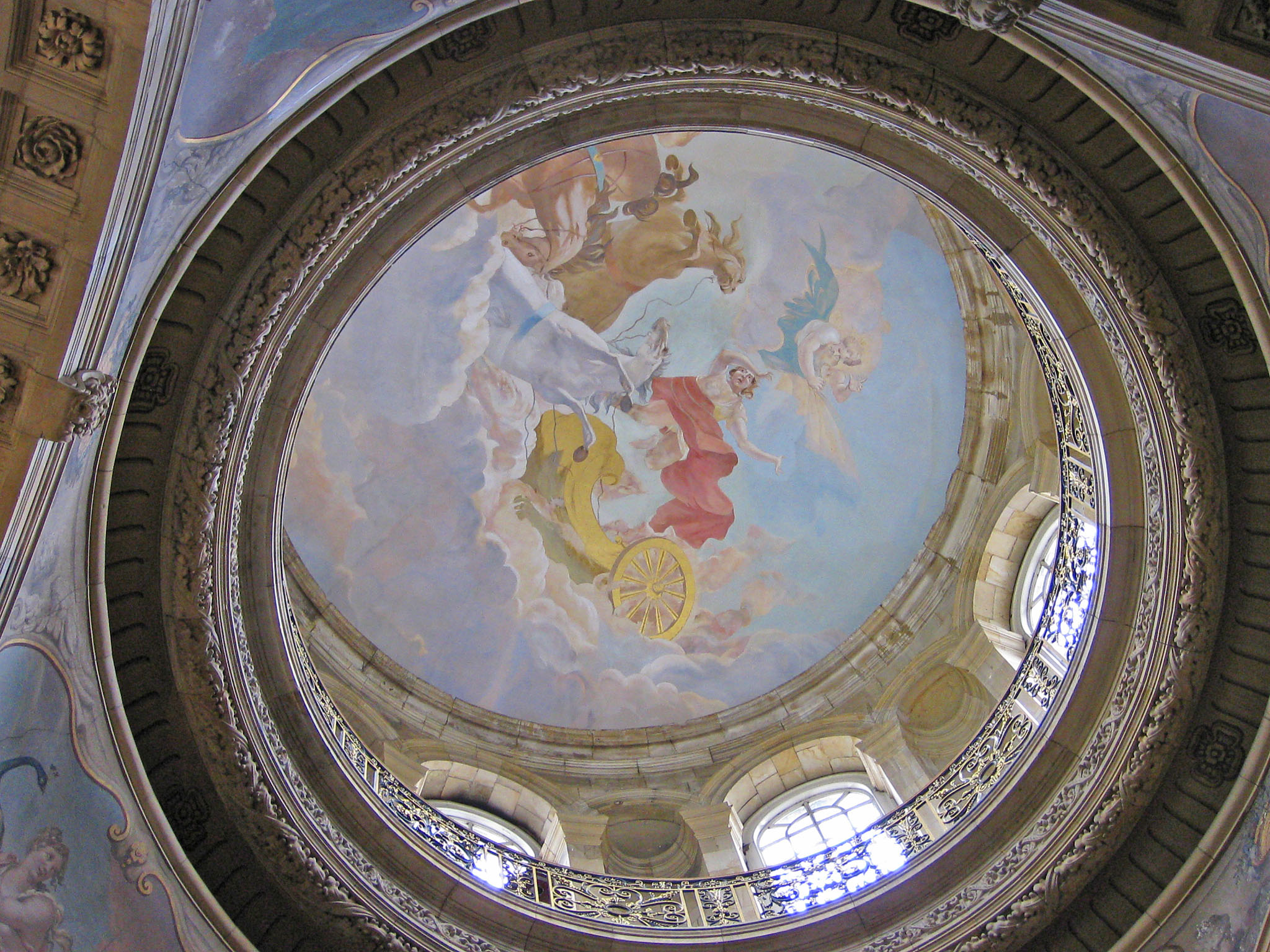
Freska Faetonův pád v kopuli Velkého sálu zámku Howard, panství N. Yorkshire, Anglie)

V roce 1716 Pellegrini pobýval v Antverpách, kde pro spolek Brewers namaloval Čtyři elementy.
V následujícím roce působil nejdříve v Amsterdamu, kde vyzdobil freskou strop v domě na Herengrachtu, a v roce 1718 pracoval v Haagu na výzdobě Zlatého pokoje  v Mauritshuis. Současně v té době realizoval i řadu zakázek v Praze, Drážďanech a ve Vídni. Asi v té době Pellegrini namaloval obraz Obětování Polyxeny pro některý ze zámků na moravsko-rakouském pomezí (dnes Oblastní galerie Olomouc). Ještě téhož roku se na pozvání hraběte Williama Cadogana vrátil do Anglie, aby zde vyzdobil jeho venkovské sídlo v Oakley (hrabství Buckinghamshire, Anglie). Protože však v té době v Anglii existovala konkurence dalších benátských malířů, především Sebastiana Ricciho a jeho synovce Marca, Pellegrini se rozhodl Anglii opustit.

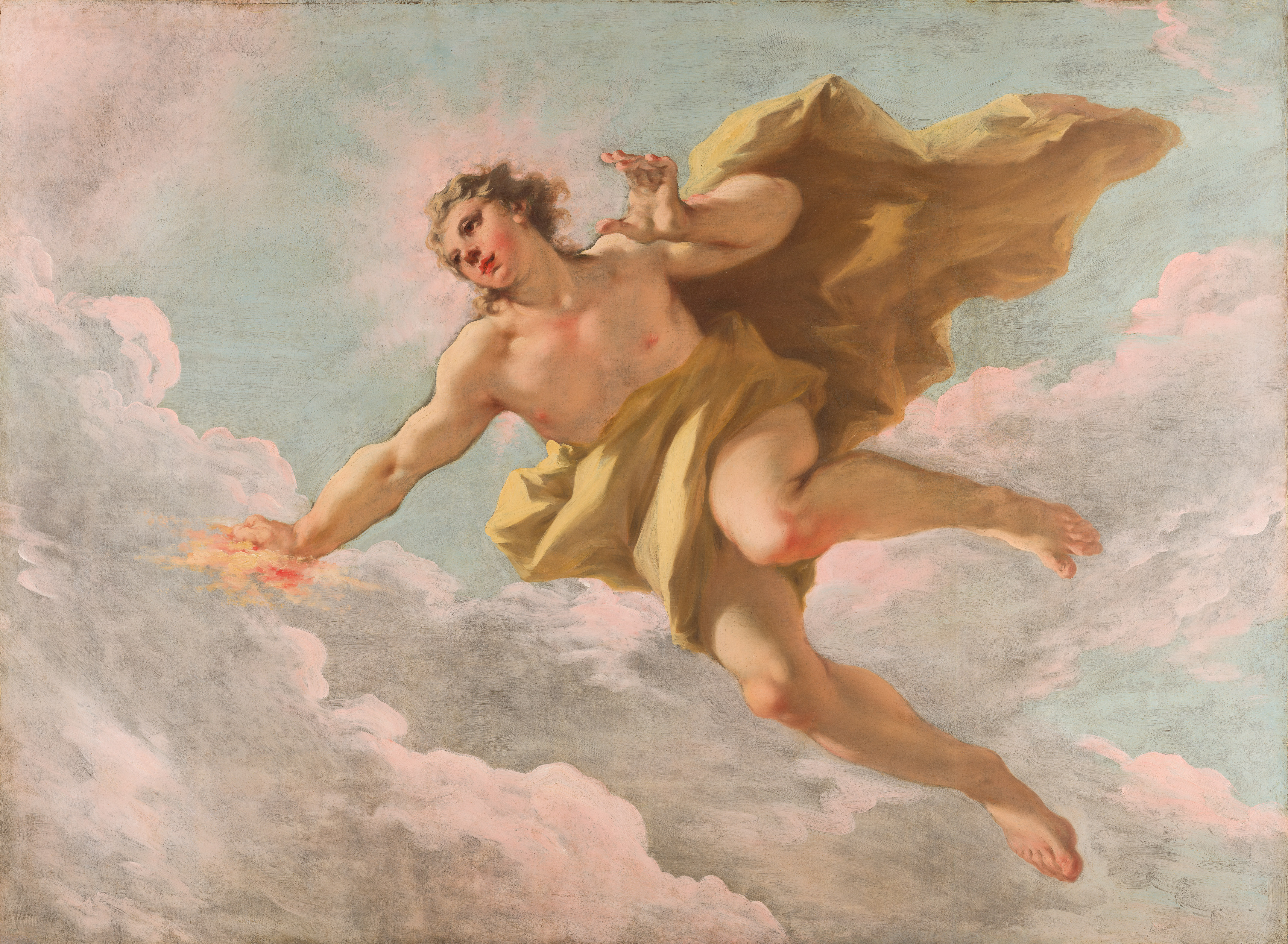
Apollón (1718, Mauritshuis, Haag, Nizozemsko)

V roce 1719 se Pellegrini vracel do Benátek a při cestě přes Paříž získal zakázku na výzdobu stropu v Mississippi Gallery v Banque Royale. Do Francie se vrátil v roce 1720 a v Paříži začal pracovat na výzdobě královské banky. V Paříži pobýval spolu s manželkou Angelou a její sestrou Rosalbou Carriera. Doprovázel je i Antonio Maria Zanetti (1679–1767), benátský malíř, rytec a obchodník s uměním. Pellegriniho pařížské práce významně ovlivnily tvorbu francouzského malíře Françoise Lemoina (1688–1737), jehož malířská kompozice výzdoby Herkulova sálu ve Versailles je jako jediná srovnatelná s benátskou rokokovou malbou. V roce 1722 Pellegrini namaloval dva významné obrazy pro benediktinský klášter Sankt Mang v bavorském Füssenu, které patří k jeho mistrovským dílům.

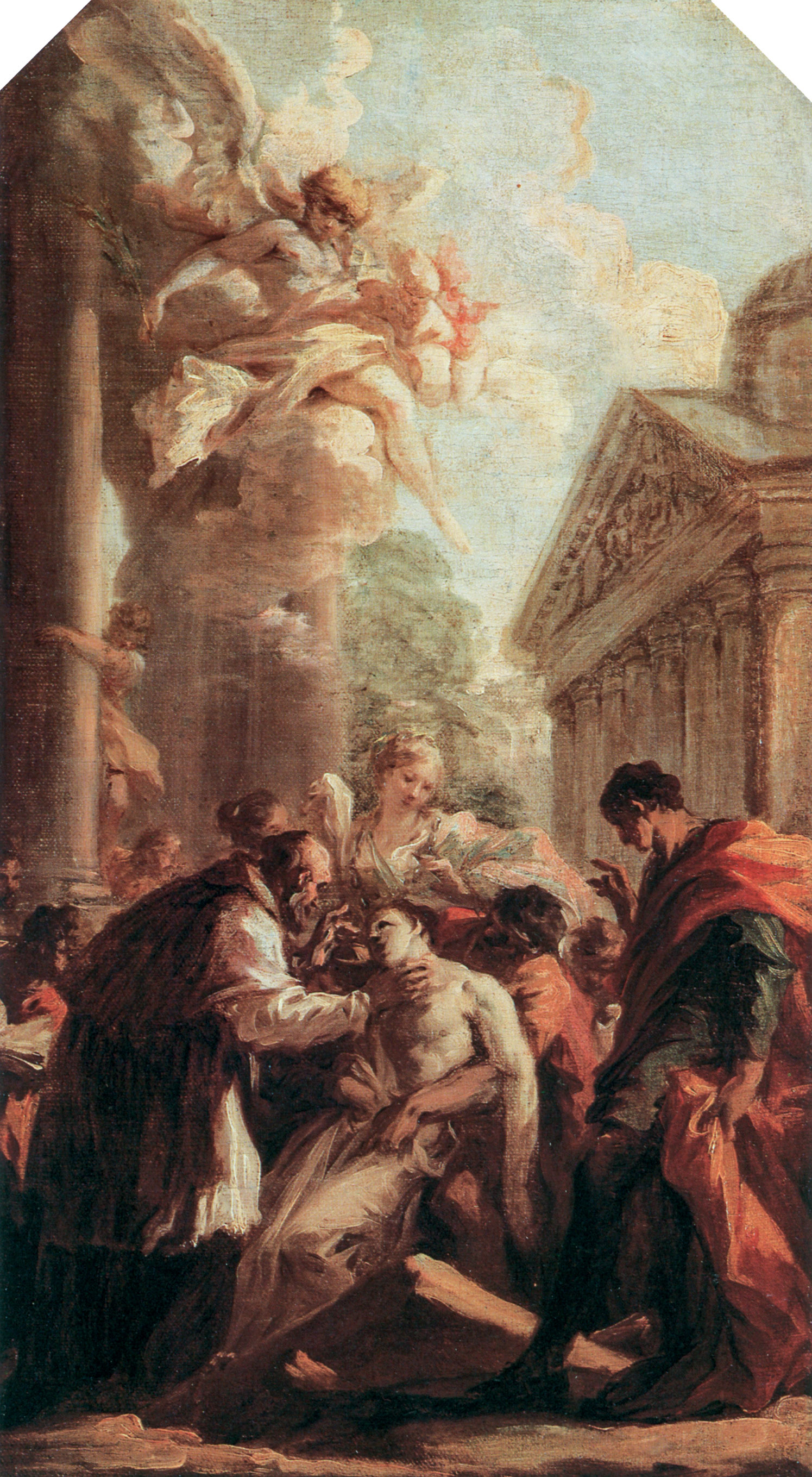
Svatý Oldřich uzdravuje nemocného (bozzetto obrazu z roku 1722; soukromá sbírka, Milán)

Poté se Pellegrini vrátil do Paříže, následně opět do Benátek, aby v roce 1724 pracoval ve Würzburgu. O rok později pracoval pro saského kurfiřta a polského krále Augusta II. Silného. Vzniklé fresky pro zámek Übigau a pro drážďanský Zwinger se však nedochovaly. Koncem roku 1725 Pellegrini pracoval ve Vídni, kam se ještě vrátil v roce 1727. Asi v těchto letech vznikla i objednávka na oltářní obraz Kristus uzdravuje paralytika, určená pro vídeňský kostel svatého Karla Boromejského (dnes Uměleckohistorické muzeum ve Vídni).

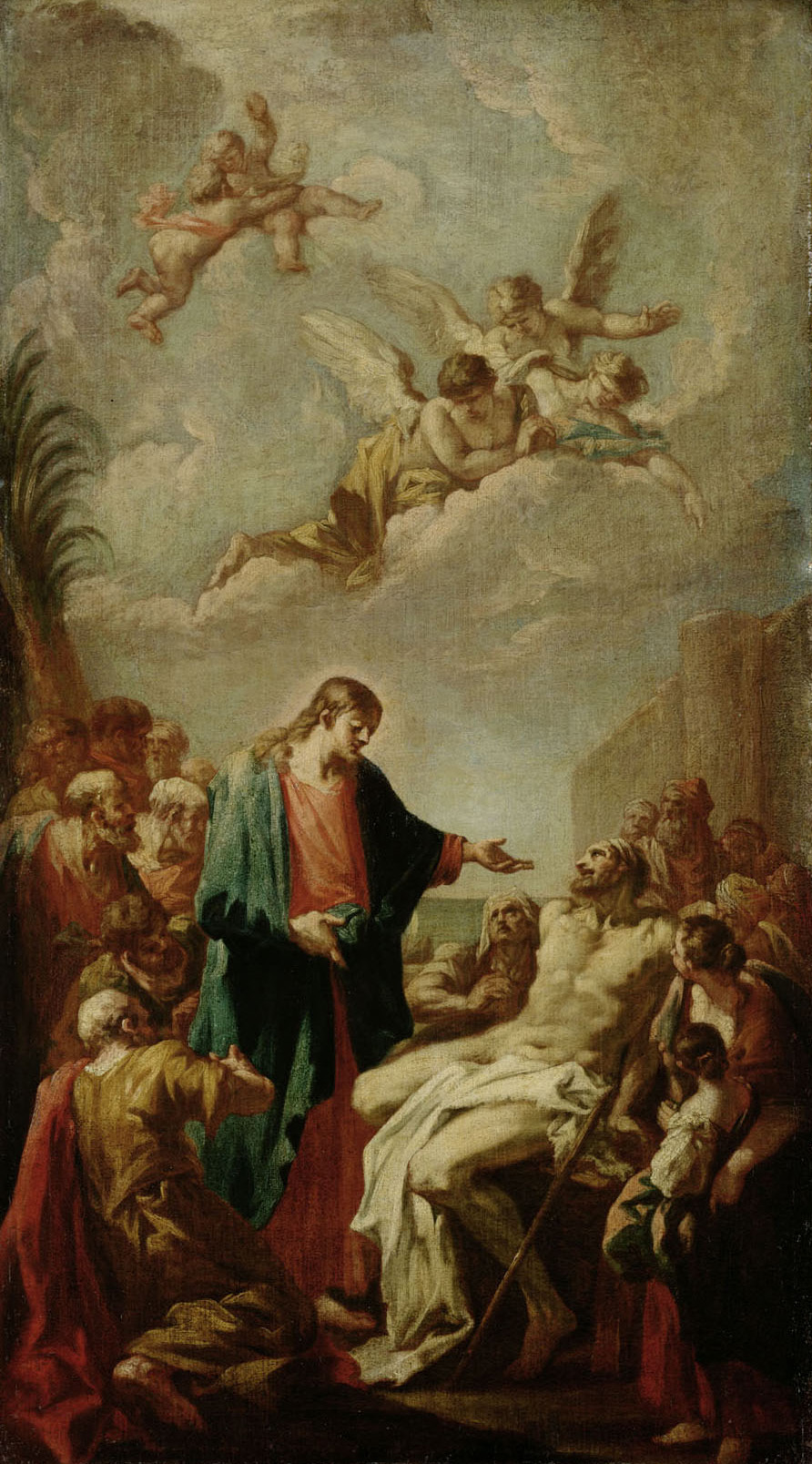
Kristus uzdravuje ochrnulého (namalováno před 1730; Uměleckohistorické muzeum, Vídeň)

Nakonec se po více než 25 letech vrátil do Benátek, úspěšný a finančně zajištěný. Nyní již pracoval téměř výhradně pro objednavatele z Benátek. V roce 1732 se stal členem pařížské Académie Royale de Peinture et de Sculpture. Asi v polovině 30. let 18. století vznikl obraz Sv. Kateřina pro baziliku svatého Antonína v Padově. Poslední zahraniční cestu Pellegrini vykonal v letech 1736 a 1737, kdy pobýval v Mannheimu, aby v rezidenci kurfiřta Charlese Philipa vyzdobil strop jeho paláce. Úspěšná malířská kariéra Giovanni Antonia Pellegriniho skončila v Benátkách v roce 1741 malířovou smrtí. Jeho sbírku obrazů, která zahrnovala i díla Pietra Paula Rubense a Franse Posta, a dokonce i Vermeerův obraz Hodina hudby (dnes Frick Collection, New York), prodala vdova Angela britskému konzulovi v Benátkách.
V České republice vlastní Pellegriniho obrazy několik institucí. Dva z nejhodnotnějších pocházejí ze sbírky obrazů na zámku Opočno a druhý obraz pochází z obrazové kolekce v Olomouci. Zatímco opočenský obraz Uzdravení nemocného reprezentuje malířem často používané téma, olomoucký obraz s názvem Obětování Polyxeny se podobá stejně velkému poznaňskému obrazu s obdobným námětem. Oba obrazy jsou datovány do 2. poloviny 20. let 18. století.

## Umělecko-historický význam díla Giovanni Antonia Pellegriniho
Giovanni Antonio Pellegrini byl významnou malířskou osobností benátského settecenta. Jeho tvora se vyznačovala širokou škálou témat zobrazujících náboženské a mytologické výjevy, alegorie a portréty. Patřil tak k umělcům, kteří začali uplatňovat volnější výtvarné záměry. Vedle G. A. Pellegriniho šířili slávu benátské rokokové malby v Evropě i další benátští malíři jako byl Antonio Belluci (1654–1726), Rosalba Carriera (1675–1757) nebo Pietro Rotari (1707–1762). Jejich umělecké snahy vyvrcholily v malbě nejvýznamnějšího z nich – Giovanni Battisty Tiepola (1696–1770).